# Artur Dinter
Artur Dinter (n. 27 iunie 1876, Mulhouse, Imperiul German – d. 21 mai 1948, Offenburg, Margraviate of Baden-Baden⁠(d), Germania) a fost un scriitor și om politic nazist german, unul dintre promotorii ideii de rasă ariană, care a stat la baza rasismului și antisemitismului politicii lui Hitler.

## Biografie
Artur Dinter s-a născut în Mulhouse, Alsacia-Lorena, Imperiul German (acum Franța), a fost botezat în  biserică catolică. 
După absolvirea examenului de școlarizare, Dinter a studiat, în 1895, științele naturii la München și filozofia la Universitatea din Strasbourg. Din 1901 până în 1903, a activat ca asistent în laboratorul de chimie al Universității din Strasbourg. A absolvit în 1903, obține distincția academică Summa cum laude. Pe timpul studiilor a avut primele încercări de a se impune ca scriitor. Astfel pentru piesa sa din 1906 Die Schmuggler („Contrabantiștii”) i s-a oferit Premiul întâi.